# Neospora
Neospora ist eine Gattung parasitischer Einzeller mit heteroxener Entwicklung. Bis 1998 war der einzige Vertreter Neospora caninum, dann wurde mit Neospora hughesi eine weitere Art dieser Gattung zugeordnet.
Endwirt für Neospora caninum sind Hunde, für Neospora hughesi ist er nicht bekannt. Im Endwirt findet im Epithel des Dünndarms die geschlechtliche Vermehrung und die Sporulation statt. Die Oozyste enthält zwei Sporozysten mit je vier Sporozoiten und wird über den Kot ausgeschieden. Als Zwischenwirt für Neospora caninum dienen vor allem Wiederkäuer, aber auch Hunde selbst können Zwischenwirt sein. Bei ihnen findet die ungeschlechtliche Vermehrung (Schizogonie) statt, wodurch sich mit Bradyzoiten gefüllte Gewebszysten bilden. Das von ihnen ausgelöste Krankheitsbild, die Neosporose, zeigt sich bei Hunden als neurologische Erkrankung, bei Rindern in Form von Fehlgeburten. Zwischenwirt für Neospora hughesi sind Pferde. Bei diesen kann der Erreger die Equine protozoal myeloencephalitis auslösen. Diese Erkrankung wurde bislang nur in den Vereinigten Staaten beobachtet.